# Comuna Sekretarivka, Bileaiivka
Sekretarivka (în ucraineană Секретарівка) este o comună în raionul Bileaiivka, regiunea Odesa, Ucraina, formată din satele Mîhailivka și Sekretarivka (reședința).

## Demografie
Componența lingvistică a comunei Sekretarivka
     Ucraineană (92,38%)
     Rusă (4,66%)
     Română (1,7%)
     Alte limbi (0,9%)
Conform recensământului din 2001, majoritatea populației comunei Sekretarivka era vorbitoare de ucraineană (92,38%), existând în minoritate și vorbitori de rusă (4,66%) și română (1,7%).